# O fiel João
 O fiel João (em alemão: Der treue Johannes) ou João, o fiel é um conto de fadas alemão compilado pelos Irmãos Grimm. É o conto número 6 (KHM 6). Conta as peripécias de um jovem rei recém-coroado que se apaixona por uma princesa que viu num retrato e parte com seu fiel auxiliar João (Johannes) em busca da amada. Enquadra-se no Tipo 516 do Sistema Aarne-Thompson-Uther de classificação de contos folclóricos.

## Origem
A história foi publicada pelos Irmãos Grimm na segunda edição de Kinder- und Hausmärchen in 1819. Sua fonte foi a contadora de histórias alemã Dorothea Viehmann, da aldeia de Niederzwehren perto de Kassel.
O tradutor britânico Edgar Taylor, em suas notas originais ao conto, observou que a trama "continha tantos elementos de Orientalismo", a ponto do leitor se imaginar lendo As Mil e Uma Noites. Outros folcloristas atribuem ao conto uma origem indiana.

## História
Um rei, sentindo que vai morrer, instrui seu fiel auxiliar João a mostrar todas as dependências do palácio ao seu filho, menos uma, onde está pendurado um quadro de uma linda princesa. Mas o novo rei insiste em adentrar o quarto proibido e apaixona-se à primeira vista pela princesa retratada. O rei e o fiel João partem em navio rumo ao reino da princesa levando objetos de ouro para atraí-la à embarcação. No meio da viagem de volta o fiel João ouve três pássaros prevendo três desgraças que poderão acontecer com o casal. João pode impedir as desgraças, mas com isso suscitará a desconfiança do rei. Condenado à morte, João vira uma estátua de pedra. O casal real se arrepende do seu ato injusto. Para ressuscitar João o rei precisa sacrificar seus dois filhos. A história termina com final feliz.